# اچ‌ام‌سی‌اس مونترآل (اف‌اف‌اچ ۳۳۶)
اچ‌ام‌سی‌اس مونترآل (اف‌اف‌اچ ۳۳۶) (به انگلیسی: HMCS Montréal (FFH 336)) یک کشتی بود که طول آن ۱۳۴٫۲ متر (۴۴۰ فوت) بود. این کشتی در سال ۱۹۹۲ ساخته شد.